# Эстония на зимних Олимпийских играх 2022
Эстония на Зимних Олимпийских играх 2022 года была представлена 26 спортсменами в 8 видах спорта. Знаменосцами сборной Эстонии на открытии Игр стали Мартин Химма и Келли Сильдару. На закрытии Олимпиады в Пекине знаменосцем была Келли Сильдару.

## Медали
| Бронза |                |                                |            |
| №      | Спортсмены     | Вид спорта (дисциплина)        | Дата       |
| 1      | Келли Сильдару | Фристайл (слоупстайл, женщины) | 15 февраля |

## Состав сборной
22 января 2022 года Исполком Эстонского олимпийского комитета утвердил состав национальной команды на Игры. При этом, лыжница Татьяна Маннима вместе с командой не поедет на Игры, её выступление возможно только в рамках эстафеты, если это потребуется.
 Биатлон
1. Рене Захна
2. Калев Эрмитс
3. Райдо Рянкель
4. Кристо Сиймер
5. Сьюзан Кюльм
6. Регина Оя
7. Йоханна Талихярм
8. Туули Томингас

 Горнолыжный спорт
1. Тормис Лайне
2. Кейтлин Вестерстейн

 Конькобежный спорт
1. Мартен Лийв

 Лыжное двоеборье
1. Кристьян Ильвес

 Лыжные гонки
1. Алвар Йоханнес Алев
2. Марко Кильп
3. Хенри Роос
4. Мартин Химма
5. Кайди Каазику
6. Кейди Каазику
7. Татьяна Маннима
8. Мариэль Мерли Пуллес
9. Авели Уусталу

 Прыжки на лыжах с трамплина
1. Артти Айгро
2. Кевин Мальцев

 Фигурное катание
1. Александр Селевко
2. Эва-Лотта Кийбус

 Фристайл
1. Келли Сильдару

## Результаты соревнований

### Биатлон
Большинство олимпийских лицензий на Игры 2022 года были распределены на основании комбинации лучших результатов выступления стран в зачёт Кубка наций в рамках Кубка мира 2020/2021 и Кубка мира 2021/2022. Результаты трёх лучших спортсменов от страны в шести спринтах, одной индивидуальной гонке, а также трёх эстафетах, одной смешанной эстафеты и одной одиночной смешанной эстафеты складываются, в результате чего сформировался рейтинг стран. По его результатам мужская сборная заняла 19-е место, а женская сборная 16-е место, получив право заявить на Игры по 4 спортсменов каждого пола. В каждой дисциплине страна может выставить не более четырёх биатлонистов.
Мужчины
| Соревнование         | Спортсмены                                          | Стрельба | Время   | Место | Отставание |
| -------------------- | --------------------------------------------------- | -------- | ------- | ----- | ---------- |
| спринт               | Рене Захна                                          | 0+1      | 26:37,9 | 50    | +2:37,5    |
| спринт               | Райдо Рянкель                                       | 0+2      | 26:39,1 | 51    | +2:38,7    |
| спринт               | Кристо Сиймер                                       | 1+0      | 27:06,6 | 70    | +3:06,2    |
| спринт               | Калев Эрмитс                                        | 2+2      | 27:46,4 | 88    | +3:46,0    |
| гонка преследования  | Райдо Рянкель                                       | 1+1+2+2  |         | 47    | +7:15,6    |
| гонка преследования  | Рене Захна                                          | 0+0+2+1  |         | 50    | +7:46,5    |
| индивидуальная гонка | Кристо Сиймер                                       | 0+0+1+2  | 55:32,7 | 60    | +6:45,3    |
| индивидуальная гонка | Рене Захна                                          | 0+0+1+2  | 56:06,0 | 68    | +7:18,6    |
| индивидуальная гонка | Райдо Рянкель                                       | 0+2+1+2  | 56:32,4 | 73    | +7:45,0    |
| индивидуальная гонка | Калев Эрмитс                                        | 2+2+0+2  | 57:21,3 | 78    | +8:33,9    |
| эстафета 4×7,5 км    | Рене Захна Калев Эрмитс Райдо Рянкель Кристо Сиймер |          |         |       |            |

Женщины
| Соревнование         | Спортсмены                                             | Стрельба | Время   | Место | Отставание |
| -------------------- | ------------------------------------------------------ | -------- | ------- | ----- | ---------- |
| спринт               | Туули Томингас                                         | 1+1      | 22:49,2 | 33    | +2:04,9    |
| спринт               | Йоханна Талихярм                                       | 0+0      | 23:13,3 | 43    | +2:29,0    |
| спринт               | Сьюзан Кюльм                                           | 0+1      | 23:15,3 | 44    | +2:31,0    |
| спринт               | Регина Оя                                              | 1+1      | 23:24,4 | 56    | +2:40,1    |
| гонка преследования  | Сьюзан Кюльм                                           | 1+1+1+0  |         | 45    | +6:10,4    |
| гонка преследования  | Туули Томингас                                         | 0+2+3+2  |         | 49    | +6:25,3    |
| гонка преследования  | Регина Оя                                              | 3+1+0+1  |         | 50    | +6:27,6    |
| гонка преследования  | Йоханна Талихярм                                       |          |         | DNS   |            |
| индивидуальная гонка | Туули Томингас                                         | 0+1+1+2  | 49:20,3 | 43    | +5:07,6    |
| индивидуальная гонка | Йоханна Талихярм                                       | 0+1+1+1  | 51:59,5 | 66    | +7:46,8    |
| индивидуальная гонка | Регина Оя                                              | 4+0+2+1  | 53:53,7 | 79    | +9:41,0    |
| индивидуальная гонка | Сьюзан Кюльм                                           | 2+2+1+1  | 54:17,0 | 82    | +10:04,3   |
| эстафета 4×6 км      | Сьюзан Кюльм Регина Оя Йоханна Талихярм Туули Томингас |          |         |       |            |

Смешанная эстафета
| Соревнование       | Спортсмены | Стрельба | Время | Место | Отставание |
| ------------------ | ---------- | -------- | ----- | ----- | ---------- |
| смешанная эстафета |            |          |       |       |            |

### Коньковые виды спорта

#### Конькобежный спорт
Квалификация на Игры происходила по итогам первых четырёх этапов Кубка мира. По их результатам был сформирован сводный квалификационный список, согласно которому конькобежец Мартен Лийв получил право выступить на дистанциях 500 и 1000 метров.
Мужчины
Индивидуальные гонки
| Соревнование | Спортсмены  | Результат | Место | Отставание |
| ------------ | ----------- | --------- | ----- | ---------- |
| 500 метров   | Мартен Лийв | 35.26     | 24    |            |
| 1000 метров  | Мартен Лийв |           |       |            |

#### Фигурное катание
Большинство олимпийских лицензий на Игры 2022 года были распределены по результатам выступления спортсменов в рамках чемпионата мира 2021 года. По его итогам сборная Эстонии смогла завоевать по одной квоте в женском одиночном катании и мужском одиночном катании.
| Соревнование              | Спортсмены        | Короткая программа | Короткая программа | Произвольная программа | Произвольная программа | Всего        | Всего |
| Соревнование              | Спортсмены        | Сумма баллов       | Место              | Сумма баллов           | Место                  | Сумма баллов | Место |
| ------------------------- | ----------------- | ------------------ | ------------------ | ---------------------- | ---------------------- | ------------ | ----- |
| мужское одиночное катание | Александр Селевко |                    |                    |                        |                        |              |       |
| женское одиночное катание | Эва-Лотта Кийбус  |                    |                    |                        |                        |              |       |

### Лыжные виды спорта

#### Горнолыжный спорт
Квалификация спортсменов для участия в Олимпийских играх осуществлялась на основании специального квалификационного рейтинга FIS по состоянию на 16 января 2022 года. При этом НОК для участия в Олимпийских играх мог выбрать только того спортсмена, который вошёл в топ-500 олимпийского рейтинга в своей дисциплине, и при этом имел определённое количество очков, согласно квалификационной таблице. Страны, не имеющие участников в числе 500 сильнейших спортсменов, могли претендовать только на квоты категории B в технических дисциплинах. По итогам квалификационного отбора сборная Эстонии завоевала 2 олимпийских лицензий.

#### Лыжное двоеборье
Лыжное двоеборье остаётся единственной олимпийской дисциплиной в программе зимних Игр, в которой участвуют только мужчины. Квалификация спортсменов для участия в Олимпийских играх осуществлялась на основании специального квалификационного рейтинга FIS по состоянию на 16 января 2021 года. По итогам квалификационного отбора Эстонию на Играх представит один спортсмен.
Мужчины
| Соревнование              | Спортсмены      | Прыжки с трамплина | Прыжки с трамплина | Лыжная гонка | Лыжная гонка | Лыжная гонка | Итоговое время | Место |
| Соревнование              | Спортсмены      | Результат          | Место              | Гандикап     | Результат    | Место        | Итоговое время | Место |
| ------------------------- | --------------- | ------------------ | ------------------ | ------------ | ------------ | ------------ | -------------- | ----- |
| нормальный трамплин/10 км | Кристьян Ильвес |                    |                    |              |              |              |                |       |
| большой трамплин/10 км    | Кристьян Ильвес | 140.0              | 2                  |              | 27:29.5      | 9            | 28:13.5        | 9     |

#### Лыжные гонки
Квалификация спортсменов для участия в Олимпийских играх осуществлялась на основании специального квалификационного рейтинга FIS по состоянию на 16 января 2022 года. Для получения олимпийской лицензии категории «A» спортсменам необходимо было набрать определённое количество очков, согласно квалификационной таблице. При этом каждый НОК может заявить на Игры 1 мужчину и 1 женщины, если они выполнили квалификационный критерий «B», по которому они смогут принять участие в спринте и гонках на 10 км для женщин или 15 км для мужчин. По итогам квалификационного отбора сборная Эстонии завоевала 7 олимпийских лицензий (3 у мужчин и 4 у женщин), ещё по 1 квоте для каждого пола перешло вследствие перераспределения неиспользованных квот.
Мужчины
Дистанционные гонки
| Соревнование              | Спортсмены                                              | Результат | Место | Отставание |
| ------------------------- | ------------------------------------------------------- | --------- | ----- | ---------- |
| 15 км классическим стилем | Алвар Йоханнес Алев                                     |           |       |            |
| 15 км классическим стилем | Марко Кильп                                             |           |       |            |
| 15 км классическим стилем | Хенри Роос                                              |           |       |            |
| 15 км классическим стилем | Мартин Химма                                            |           |       |            |
| скиатлон 15+15 км         | Алвар Йоханнес Алев                                     |           |       |            |
| скиатлон 15+15 км         | Марко Кильп                                             |           |       |            |
| скиатлон 15+15 км         | Хенри Роос                                              |           |       |            |
| скиатлон 15+15 км         | Мартин Химма                                            |           |       |            |
| 50 км свободным стилем    | Алвар Йоханнес Алев                                     |           |       |            |
| 50 км свободным стилем    | Марко Кильп                                             |           |       |            |
| 50 км свободным стилем    | Хенри Роос                                              |           |       |            |
| 50 км свободным стилем    | Мартин Химма                                            |           |       |            |
| эстафета 4×10 км          | Алвар Йоханнес Алев Марко Кильп Хенри Роос Мартин Химма |           |       |            |

Спринт
| Соревнование     | Спортсмены          | Квалификация  | Квалификация  | Четвертьфинал | Четвертьфинал | Четвертьфинал | Полуфинал | Полуфинал | Полуфинал | Финал     | Финал | Итоговое место |
| Соревнование     | Спортсмены          | Результат     | Место         | Заезд         | Результат     | Место         | Заезд     | Результат | Место     | Результат | Место | Итоговое место |
| ---------------- | ------------------- | ------------- | ------------- | ------------- | ------------- | ------------- | --------- | --------- | --------- | --------- | ----- | -------------- |
| спринт           | Алвар Йоханнес Алев |               |               |               |               |               |           |           |           |           |       |                |
| спринт           | Марко Кильп         |               |               |               |               |               |           |           |           |           |       |                |
| спринт           | Хенри Роос          |               |               |               |               |               |           |           |           |           |       |                |
| спринт           | Мартин Химма        |               |               |               |               |               |           |           |           |           |       |                |
| командный спринт |                     | Не проводится | Не проводится | Не проводится | Не проводится | Не проводится |           |           |           |           |       |                |

Женщины
Дистанционные гонки
| Соревнование              | Спортсмены           | Результат | Место | Отставание |
| ------------------------- | -------------------- | --------- | ----- | ---------- |
| 10 км классическим стилем | Кайди Каазику        |           |       |            |
| 10 км классическим стилем | Кейди Каазику        |           |       |            |
| 10 км классическим стилем | Мариэль Мерли Пуллес |           |       |            |
| 10 км классическим стилем | Авели Уусталу        |           |       |            |
| скиатлон 7,5+7,5 км       | Кайди Каазику        |           |       |            |
| скиатлон 7,5+7,5 км       | Кейди Каазику        |           |       |            |
| скиатлон 7,5+7,5 км       | Мариэль Мерли Пуллес |           |       |            |
| скиатлон 7,5+7,5 км       | Авели Уусталу        |           |       |            |
| 30 км классическим стилем | Кайди Каазику        |           |       |            |
| 30 км классическим стилем | Кейди Каазику        |           |       |            |
| 30 км классическим стилем | Мариэль Мерли Пуллес |           |       |            |
| 30 км классическим стилем | Авели Уусталу        |           |       |            |
| эстафета 4×5 км           |                      |           |       |            |

Спринт
| Соревнование     | Спортсмены           | Квалификация  | Квалификация  | Четвертьфинал | Четвертьфинал | Четвертьфинал | Полуфинал | Полуфинал | Полуфинал | Финал     | Финал | Итоговое место |
| Соревнование     | Спортсмены           | Результат     | Место         | Заезд         | Результат     | Место         | Заезд     | Результат | Место     | Результат | Место | Итоговое место |
| ---------------- | -------------------- | ------------- | ------------- | ------------- | ------------- | ------------- | --------- | --------- | --------- | --------- | ----- | -------------- |
| спринт           | Кайди Каазику        |               |               |               |               |               |           |           |           |           |       |                |
| спринт           | Кейди Каазику        |               |               |               |               |               |           |           |           |           |       |                |
| спринт           | Мариэль Мерли Пуллес |               |               |               |               |               |           |           |           |           |       |                |
| спринт           | Авели Уусталу        |               |               |               |               |               |           |           |           |           |       |                |
| командный спринт |                      | Не проводится | Не проводится | Не проводится | Не проводится | Не проводится |           |           |           |           |       |                |

#### Прыжки на лыжах с трамплина
По сравнению с прошлыми Играми в программе соревнований произошли изменения, были добавлены командные соревнования, в которых примут участие мужчины и женщины. Квалификация спортсменов для участия в Олимпийских играх осуществлялась на основании специального квалификационного рейтинга FIS по состоянию на 16 января 2022 года. По итогам квалификационного отбора сборная Эстонии завоевала 2 олимпийских лицензий в мужских соревнованиях.
Мужчины
| Соревнование        | Спортсмены    | Квалификация | Квалификация | Финал     | Финал    | Финал     | Финал    | Финал | Финал | Итоговое место |
| Соревнование        | Спортсмены    | Результат    | Место        | 1 прыжок  | 1 прыжок | 2 прыжок  | 2 прыжок | Всего | Место | Итоговое место |
| Соревнование        | Спортсмены    | Результат    | Место        | Результат | Место    | Результат | Место    | Всего | Место | Итоговое место |
| ------------------- | ------------- | ------------ | ------------ | --------- | -------- | --------- | -------- | ----- | ----- | -------------- |
| нормальный трамплин | Артти Айгро   |              |              |           |          |           |          |       |       |                |
| нормальный трамплин | Кевин Мальцев |              |              |           |          |           |          |       |       |                |
| большой трамплин    | Артти Айгро   |              |              |           |          |           |          |       |       |                |
| большой трамплин    | Кевин Мальцев |              |              |           |          |           |          |       |       |                |

#### Фристайл
Квалификация спортсменов для участия в Олимпийских играх осуществлялась на основании специального квалификационного рейтинга FIS по состоянию на 16 января 2022 года. По итогам квалификационного отбора Келли Сильдару завоевала лицензии для выступления в хафпайпе, слоупстайле и биг-эйре.
15 февраля Келли Сильдару стала бронзовым призёром в слоупстайле, заработав 82.06 балла.
Женщины
Парк и пайп
| Соревнование | Спортсмены     | Квалификация | Квалификация | Квалификация | Финал   | Финал   | Финал   | Финал | Итоговое место |
| Соревнование | Спортсмены     | 1 заезд      | 2 заезд      | Место        | 1 заезд | 2 заезд | 3 заезд | Место | Итоговое место |
| ------------ | -------------- | ------------ | ------------ | ------------ | ------- | ------- | ------- | ----- | -------------- |
| хафпайп      | Келли Сильдару | 87,50        | —            | 3            | 80,25   | 87      | 85      | 4     | 4              |
| слоупстайл   | Келли Сильдару | 80,96        | 86,15        | 1            | 82,06   | 46.71   | 78,75   | 3     | 3              |
| биг-эйр      | Келли Сильдару | 40,25        | 85,25        | 17           | —       | —       | —       | 17    | 17             |